# 伊巴特
伊巴特是巴西圣保罗州的一个市镇。总面积289.544平方公里，总人口29714人，人口密度102.6人/平方公里。